# Oscar 2007
Cea de-a 79-a ediție a Premiilor Academiei Americane de Film a avut loc pe 25 februarie 2007 la Kodak Theatre din Hollywood, California. Gazda spectacolului a fost actrița Ellen DeGeneres.

## Nominalizări și câștigători
Filmele nominalizate au fost anunțate pe 23 ianuarie 2007 de președintele Academiei Sid Ganis și de actrița Salma Hayek.
Câștigătorii apar cu aldine.

## Cel mai bun film
- The Departed — 
  - Brad Pitt
  - Brad Grey
  - Graham King

, producători
- Babel — Alejandro González Iñárritu, Jon Kilik și Steve Golin, producători
- Letters from Iwo Jima — Clint Eastwood, Steven Spielberg și Robert Lorenz, producători
- Fiecare se crede normal — David T. Friendly, Peter Saraf și Marc Turtletaub, producători
- The Queen — Andy Harries, Christine Langan și Tracey Seaward, producători

## Cel mai bun regizor
- Martin Scorsese pentru The Departed
- Clint Eastwood pentru Letters from Iwo Jima
- Stephen Frears pentru The Queen
- Alejandro González Iñárritu pentru Babel
- Paul Greengrass pentru United 93

## Cel mai bun actor
- Forest Whitaker pentru The Last King of Scotland
- Leonardo DiCaprio pentru Blood Diamond
- Ryan Gosling pentru Half Nelson
- Peter O'Toole pentru Venus
- Will Smith pentru The Pursuit of Happyness

## Cea mai bună actriță
- Helen Mirren pentru The Queen
- Penélope Cruz pentru Volver
- Judi Dench pentru Notes on a Scandal
- Meryl Streep pentru The Devil Wears Prada
- Kate Winslet pentru Little Children

## Cel mai bun actor în rol secundar
- Alan Arkin pentru Little Miss Sunshine
- Jackie Earle Haley pentru Little Children
- Djimon Hounsou pentru Blood Diamond
- Eddie Murphy pentru Dreamgirls
- Mark Wahlberg pentru The Departed

## Cea mai bună actriță în rol secundar
- Jennifer Hudson pentru Dreamgirls
- Adriana Barraza pentru Babel
- Cate Blanchett pentru Notes on a Scandal
- Abigail Breslin pentru Little Miss Sunshine
- Rinko Kikuchi pentru Babel

## Cel mai bun film de animație
- Happy Feet — George Miller
- Mașini — John Lasseter
- Monster House — Gil Kenan

## Cel mai bun film străin
- The Lives of Others (Das Leben der Anderen) — Germania (Florian Henckel von Donnersmarck)
- After the Wedding — Danemarca (Susanne Bier)
- Days of Glory (Indigènes) — Algeria (Rachid Bouchareb)
- Pan's Labyrinth — Mexico (Guillermo del Toro)
- Water — Canada (Deepa Mehta)

## Cel mai bun scenariu adaptat
- The Departed — William Monahan
- Borat! Cultural Learnings of America for Make Benefit Glorious Nation of Kazakhstan — Sacha Baron Cohen, Peter Baynham, Anthony Hines, Dan Mazer, Todd Phillips
- Children of Men — Alfonso Cuarón, Timothy J. Sexton, David Arata, Mark Fergus, Hawk Ostby
- Little Children — Todd Field, Tom Perrotta
- Notes on a Scandal — Patrick Marber

## Cel mai bun scenariu original
- Little Miss Sunshine — Michael Arndt
- Babel — Guillermo Arriaga
- Letters from Iwo Jima — Iris Yamashita, Paul Haggis
- Pan's Labyrinth — Guillermo del Toro
- The Queen — Peter Morgan

## Cele mai bune decoruri
- Pan's Labyrinth — Eugenio Caballero, Pilar Revuelta
- Dreamgirls — John Myhre, Nancy Haigh
- The Good Shepherd — Jeannine Claudia Oppewall, Gretchen Rau, Leslie E. Rollins
- Pirates of the Caribbean: Dead Man's Chest — Rick Heinrichs, Cheryl Carasik
- The Prestige — Nathan Crowley, Julie Ochipinti

## Cea mai bună imagine
- Pan's Labyrinth — Guillermo Navarro
- The Black Dahlia — Vilmos Zsigmond
- Children of Men — Emmanuel Lubezki
- The Illusionist — Dick Pope
- The Prestige — Wally Pfister

## Cele mai bune costume
- Marie Antoinette — Milena Canonero
- Curse of the Golden Flower — Chung Man Yee
- The Devil Wears Prada — Patricia Field
- Dreamgirls — Sharen Davis
- The Queen — Consolata Boyle

## Cel mai bun film documentar
- An Inconvenient Truth — Davis Guggenheim
- Deliver Us from Evil — Amy Berg, Frank Donner
- Iraq in Fragments — James Longley, Yahya Sinno
- Jesus Camp — Heidi Ewing, Rachel Grady
- My Country, My Country — Laura Poitras, Jocelyn Glatzer

## Cel mai bun scurt metraj documentar
- The Blood of Yingzhou District — Ruby Yang, Thomas F. Lennon
- Recycled Life — Leslie Iwerks, Mike Glad
- Rehearsing a Dream — Karen Goodman, Kirk Simon
- Two Hands: The Leon Fleisher Story — Nathaniel Kahn, Susan Rose Behr

## Cel mai bun montaj
- The Departed — Thelma Schoonmaker
- Babel — Stephen Mirrione, Douglas Crise
- Blood Diamond — Steven Rosenblum
- Children of Men — Alex Rodríguez, Alfonso Cuarón
- United 93 — Clare Douglas, Christopher Rouse, Richard Pearson

## Cel mai bun machiaj
- Pan's Labyrinth — David Martí, Montse Ribé
- Apocalypto — Aldo Signoretti, Vittorio Sodano
- Click — Kazuhiro Tsuji, Bill Corso

## Cea mai bună coloană sonoră
- Babel — Gustavo Santaolalla
- The Good German — Thomas Newman
- Notes on a Scandal — Philip Glass
- Pan's Labyrinth — Javier Navarette
- The Queen — Alexandre Desplat

## Cea mai bună melodie originală
- 'I Need to Wake Up" — An Inconvenient Truth, Melissa Etheridge
- "Listen" — Dreamgirls, Henry Krieger (muzică), Scott Cutler (muzică) și Anne Preven (versuri)
- "Love You I Do" — Dreamgirls, Henry Krieger (muzică) și Siedah Garrett (versuri)
- "Our Town" — Mașini, Randy Newman
- "Patience" — Dreamgirls, Henry Krieger (muzică) și Willie Reale (versuri)

## Cel mai bun scurt metraj de animație
- The Danish Poet — Torill Kove
- Lifted — Gary Rydstrom
- The Little Matchgirl — Roger Aller, Don Hanh
- Maestro — Géza M. Tóth
- No Time for Nuts — Chris Renaud, Mike Thurmeier

## Cel mai bun scurt metraj
- West Bank Story — Ari Sandel
- Binta and the Great Idea — Javier Fesser, Luis Manso
- Éramos Pocos — Borja Cobeaga
- Helmer & Son — Søren Pilmark, Kim Magnusson
- The Saviour — Peter Templeman, Stuart Parkyn

## Cel mai bun montaj sonor
- Letters from Iwo Jima — Alan Robert Murray, Bub Asman
- Apocalypto — Sean Mccormack, Kami Asgar
- Blood Diamond — Lon Bender
- Flags of Our Fathers — Alan Robert Murray, Bub Asman
- Pirates of the Caribbean: Dead Man's Chest — George Watters II, Christopher Boyes

## Cel mai bun mixaj sonor
- Dreamgirls — Michael Minkler, Bob Beemer, Willie D. Burton
- Apocalypto — Kevin O'Connell, Greg P. Russell, Fernando Cámara
- Blood Diamond — Andy Nelson, Anna Behlmer, Ivan Sharrock
- Flags of Our Fathers — John T. Reitz, David E. Campbell, Gregg Rudloff, Walt Martin
- Pirates of the Caribbean: Dead Man's Chest — Paul Massey, Christopher Boyes, Lee Orloff

## Cele mai bune efecte vizuale
- Pirates of the Caribbean: Dead Man's Chest — John Knoll, Hal T. Hickel, Charles Gibson, Allen Hall
- Poseidon — Boyd Shermis, Kim Libreri, Chas Jarrett, John Frazier
- Superman Returns — Mark Stetson, Richard R. Hoover, Neil Corbould, Jon Thum

## Filme cu multiple nominalizări
| Opt - Dreamgirls Șapte - Babel Șase - Pan's Labyrinth - The Queen Cinci - Blood Diamond - The Departed | Patru - Letters from Iwo Jima - Little Miss Sunshine - Notes on a Scandal - Pirates of the Caribbean: Dead Man's Chest Trei - Apocalypto - Children of Men - Little Children | Două - An Inconvenient Truth - Mașini - Flags of Our Fathers - The Devil Wears Prada - The Prestige - United 93 |

## Filme cu multiple premii câștigate
| Patru - The Departed Trei - Pan's Labyrinth Două - An Inconvenient Truth - Dreamgirls - Little Miss Sunshine |